# La Créature des abysses
Pour plus de détails, voir Fiche technique et Distribution.
La Créature des abysses (Deep Shock) est un téléfilm américain réalisé par Phillip J. Roth et diffusé le 17 septembre 2003 sur Sci Fi Channel.

## Synopsis
Après l'attaque d'un sous-marin atomique ainsi qu'une base de recherche aquatique américaine par une créature d'origine inconnue,  une expédition scientifique est organisée en direction du Pôle Nord. La montée inexplicable de la température provoque la fonte des neiges. Ce qui risque de provoquer une catastrophe à l'échelle planétaire...

## Fiche technique
- Titre original : Deep Shock
- Titre français : La Créature des abysses
- Réalisation : Phillip J. Roth
- Scénario : Brian Mammett, Jeff Rank et Phillip J. Roth
- Musique : Richard McHugh
- Photographie : Todd Baron
- Montage : David Flores
- Décors : Kes Bonnet
- Direction artistique : Borislav Mihailovski
- Costumes : Irina Kotcheva
- Maquillages spéciaux : Francie Hart
- Effets spéciaux : Silvan Dicks
- Supervision des effets visuels : Michael Ash et Alvaro Villagomez
- Producteurs : Jeffery Beach et Phillip J. Roth
- Coproducteurs : Plamen Voynovsky et T.J. Sakasegawa
- Producteurs exécutifs : Michael Braun, James Hollensteiner, Thomas J. Niedermeyer Jr. et Richard Smith
- Compagnies de production : CO 1. Filmproduktions KG, DEJ Productions, Media Entertainment GmbH, Unified Film Organization
- Compagnie de distribution : Eel Productions LLC
- Pays d'origine :  États-Unis  Bulgarie  Allemagne
- Langue : Anglais
- Son : Stéréo
- Image : Couleurs
- Ratio écran : 1,33:1
- Négatif : 35 mm
- Genre : Science-fiction
- Durée : 93 minutes

## Distribution
- David Keith : Capitaine US Navy Andrew Raines
- Simmone Mackinnon : Docteur Anne Fletcher
- Mark Sheppard : Chomsky
- Sean Whalen : Arciero
- Armando Valdés : Protas
- Robert Zachar : Michael
- Richard Gnolfo : Rodgers
- Todd Kimsey : Hurst
- Tyrone Pinkham : Beach
- Velizar Binev : Docteur Pashe

## Autour du film
- Le tournage s'est déroulé à Sofia, en Bulgarie.